# AC Juvenes/Dogana
Der AC Juvenes/Dogana (offiziell: Associazione Calcio Juvenes/Dogana) ist ein san-marinesischer Fußballverein aus Dogana in der Gemeinde Serravalle. Der Verein entstand im Jahr 2000 durch die Zusammenlegung der beiden Vorgängervereine SS Juvenes Serravalle und GS Dogana.

## Geschichte
Sowohl der 1953 gegründete Verein SS Juvenes, als auch der 1970 gegründete GS Dogana waren durchaus erfolgreich. Zusammen gewannen sie insgesamt siebenmal den nationalen Pokalwettbewerb, den Coppa Titano. Zwischen 1976 und 1979 triumphierten die Mannschaften abwechselnd in allen vier Jahren im Pokal.
Im Jahr 2000 wurden dann beide Vereine vereinigt und unter dem heutigen Namen AC Juvenes/Dogana neu gegründet. Seitdem gewann der Klub noch zwei weitere Male den Pokal und erreichte in der Saison 2007/08 den zweiten Platz in der nationalen Liga. Dadurch nahm man insgesamt dreimal an der UEFA Europa League bzw. dem UEFA-Pokal teil, schied dort jedoch jeweils in der ersten Qualifikationsrunde ohne eigenen Torerfolg aus.

## Erfolge
- Coppa Titano (2-mal): 2009, 2011
- Teilnahme an der UEFA Europa League bzw. dem UEFA-Pokal (4-mal): 2008/09, 2009/10, 2011/12, 2015/16

## Europapokalbilanz
| Saison  | Wettbewerb         | Runde                  | Gegner            | Gesamt | Hin     | Rück    |
| ------- | ------------------ | ---------------------- | ----------------- | ------ | ------- | ------- |
| 2008/09 | UEFA-Pokal         | 1. Qualifikationsrunde | Hapoel Tel Aviv   | 0:5    | 0:3 (A) | 0:2 (H) |
| 2009/10 | UEFA Europa League | 2. Qualifikationsrunde | Polonia Warschau  | 0:5    | 0:1 (H) | 0:4 (A) |
| 2011/12 | UEFA Europa League | 2. Qualifikationsrunde | Rabotnički Skopje | 0:4    | 0:1 (H) | 0:3 (A) |
| 2015/16 | UEFA Europa League | 1. Qualifikationsrunde | Brøndby IF        | 00:11  | 0:9 (A) | 0:2 (H) |

Gesamtbilanz: 8 Spiele, 8 Niederlagen, 0:25 Tore (Tordifferenz −25)